# 24-я отдельная механизированная бригада
24-я отдельная механизированная бригада имени короля Даниила (укр. 24 окрема механізована бригада імені короля Данила, сокр. 24 ОМБр или 24 омехбр, в/ч А0998) — тактическое соединение Сухопутных войск Украины. Входит в состав Оперативного командования «Запад».
Была создана 1 сентября 2003 года на базе 24-й Железной имени князя Даниила Галицкого механизированной дивизии. Место постоянной дислокации — Яворов (Львовская область).

## История дивизии (с 1992 до 2003 год)
После распада Советского Союза 24-я мотострелковая Самаро-Ульяновская, Бердичевская ордена Октябрьской Революции, трижды Краснознамённая, орденов Суворова и Богдана Хмельницкого Железная дивизия, дислоцировавшаяся в Прикарпатском военном округе, вошла в состав Вооружённых сил Украины. 18 февраля 1992 года личный состав дивизии со своим командиром полковником С. А. Четверовым принял присягу на верность народу Украины.

19 апреля 2001 года «за образцовое выполнение поставленных задач, высокие показатели в боевой подготовке и в связи с празднованием 800-летия со дня рождения князя Даниила Галицкого» 24-й механизированной Самаро-Ульяновской, Бердичевской ордена Октябрьской Революции трижды Краснознамённой орденов Суворова и Богдана Хмельницкого Железной дивизии указом президента Украины № 268/2001 было присвоено почётное наименование «имени князя Даниила Галицкого» (укр. 24 механізована Самаро-Ульянівська Бердичівська Залізна ордена Жовтневої Революції тричі орденів Червоного Прапора орденів Суворова і Богдана Хмельницького дивізія імені князя Данила Галицького).

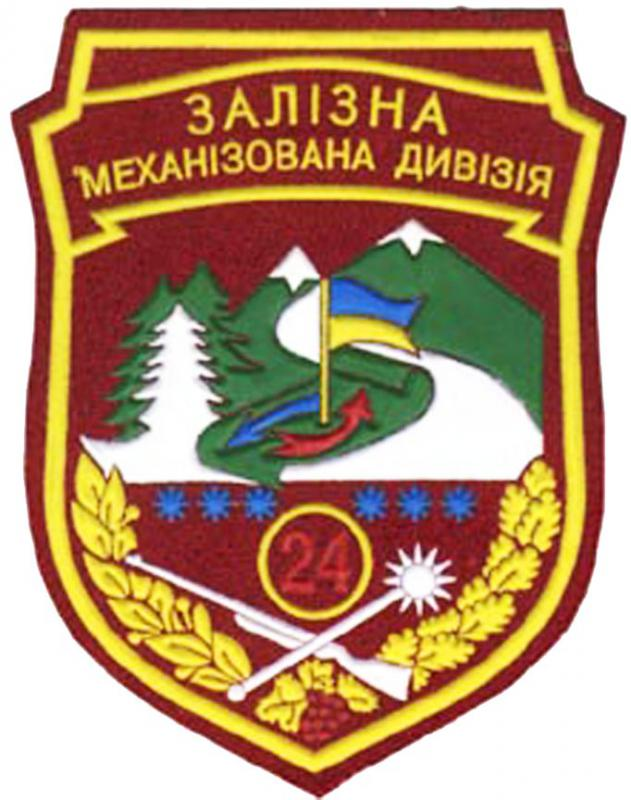
Нарукавный знак 24-й механизированной дивизии Вооружённых сил Украины.

### Организационная структура дивизии (2000)
- 181-й отдельный бронетанковый полк
- 7-й механизированный полк
- 274-й механизированный полк
- 310-й механизированный полк
- 849-й артиллерийский полк
- 56-й батальон связи
- 29-й отдельный разведывательный батальон
- 30-й батальон химической защиты
- 306-й инженерный батальон
- 396-й батальон технического обеспечения

Командиры
- 1991—1993 полковник Четверов С. А.
- 1993—1996 генерал-майор Петрук Н. Н.
- 1996—1997 полковник, генерал-майор Малюх В. А.
- 1997—1999 полковник Куцын М. Н.

## История бригады (с 2003 года по н.в.)

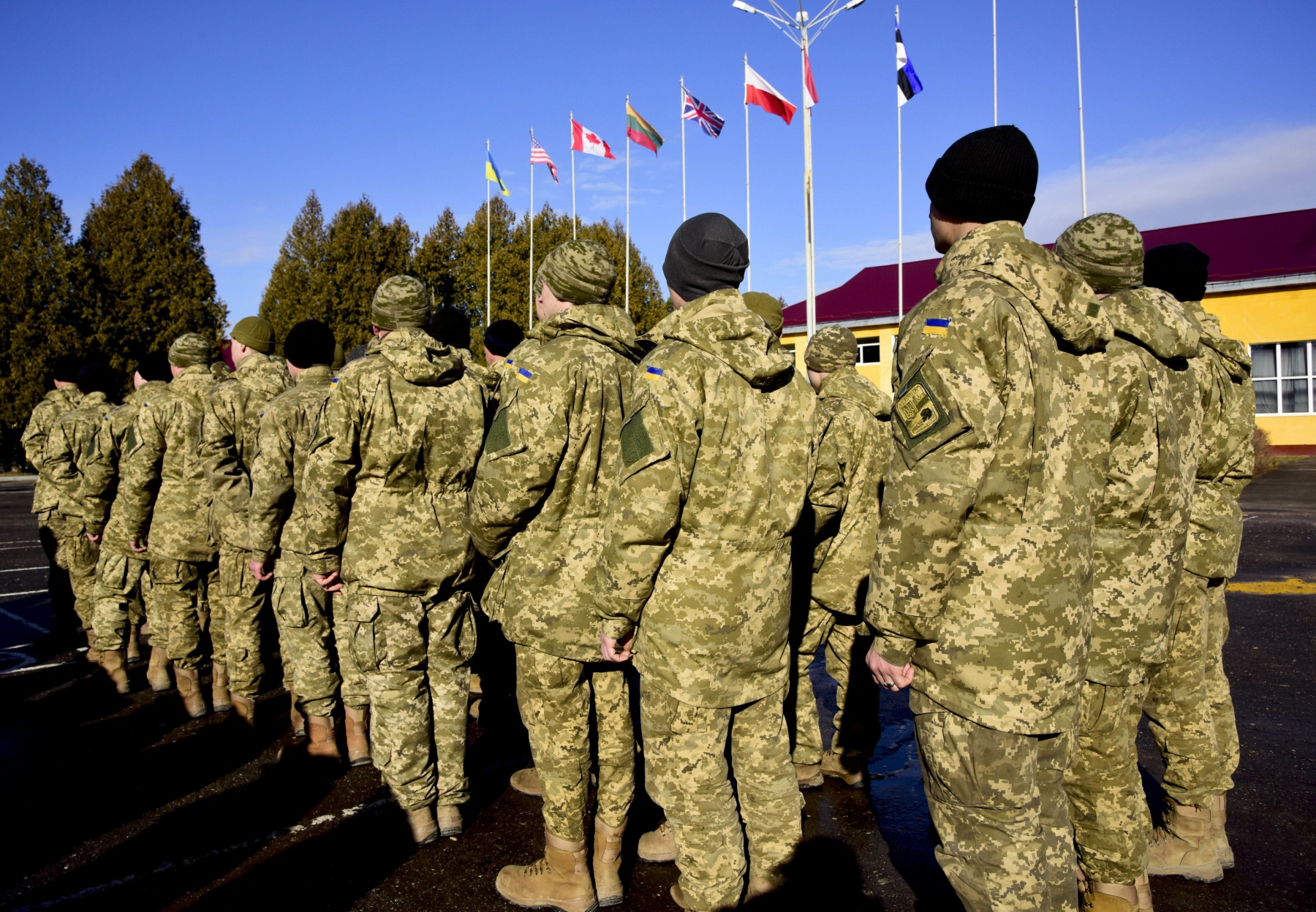
1-й батальон 24-й механизированной бригады на учениях Fearless Guardian II, Яворов, февраль 2016 год

В рамках оптимизации ВСУ решением правительства Украины 1 сентября 2003 года соединение было переформировано в 24-ю отдельную механизированную Самаро-Ульяновскую, Бердичевскую, ордена Октябрьской Революции, трижды Краснознамённую, орденов Суворова и Богдана Хмельницкого Железную бригаду им. князя Даниила Галицкого (24 омехбр) 13-го армейского корпуса (Оперативное командование «Запад») Вооружённых сил Украины. В 2004 году 24 омехбр была признана лучшей бригадой в Оперативном командовании «Запад», а в 2005 году министр обороны Украины Анатолий Гриценко назвал бригаду лучшим формированием сухопутных войск.
Подразделения из состава бригады принимали участие в миротворческих миссиях в Косово и Ираке, в командно-штабных учениях «Артерия-2007», «Взаимодействие-2010», а также в международных учениях «Щит мира» в рамках программы «Партнёрство ради мира». Военнослужащие бригады несли службу в составе 1-го отдельного специального батальона ВСУ имени гетмана Петра Сагайдачного, который в качестве национального контингента вошёл в совместный украинско-польский миротворческий батальон «УкрПолбат» в составе международного контингента НАТО — «KFOR»; место дислокации — американская база «Bondsteel» в Косово.

### Российско-украинская война
В ходе вооружённого конфликта на востоке Украины на базе 24 омехбр были образованы несколько тяжёлых батальонных тактических групп, которые были развёрнуты против вооружённых сил России и ДНР и ЛНР в районе Славянска, Красного Лимана, Краматорска и Лисичанска.
В июне-июле 2014 года одна из тяжёлых батальонных тактических групп 24 омехбр, направленная на усиление группировки ВСУ в районе украинско-российской границы, понесла серьёзные людские и материальные потери в результате ракетного обстрела базового лагеря под Зеленопольем и последовавшего окружения украинских войск. Бригада принимала участие в боях за 32-й блокпост.
В ноябре 2014 года бригаде были переподчинены 8-й батальон территориальной обороны Черновицкой области «Подолье», получивший новое наименование: 8-й отдельный мотопехотный батальон (позднее был передан в состав 10-й горно-штурмовой бригады), и 3-й батальон территориальной обороны Львовской области «Воля», получивший новое наименование: 3-й отдельный мотопехотный батальон.
Наименование «24-я отдельная механизированная Бердичевская Железная бригада имени князя Даниила Галицкого», в котором были опущены упоминания наград половины почётных названий, относящихся к советскому периоду истории дивизии [значимость факта?], было установлено указом президента Петра Порошенко от 18 ноября 2015 года.
23 августа 2017 года с формулировкой «с целью восстановления исторических традиций национальной армии по названиям воинских частей, ввиду примерного выполнения поставленных задач, высокие показатели в боевой подготовке и по случаю 26-й годовщины независимости Украины», бригада получила почётное наименование «24-я отдельная механизированная бригада имени короля Даниила»
29 августа 2018 года получила новое боевое знамя и эмблему бригады.
По состоянию на 01 марта 2020 г. бригада в ходе АТО потеряла погибшими 157 человек.

### Организационная структура бригады (2014)
- Управление (штаб бригады)
- 1-й механизированный батальон[укр.]
- 2-й механизированный батальон
- 3-й механизированный батальон
- Танковый батальон
- Бригадная артиллерийская группа
  - батарея управления и артиллерийской разведки
  - самоходный артиллерийский дивизион
  - самоходный артиллерийский дивизион
  - реактивный артиллерийский дивизион
  - противотанковый артиллерийский дивизион
- Рота снайперов
- Разведывательная рота
- Узел связи
- Рота радиоэлектронной борьбы
- Радиолокационная рота
- Группа инженерного обеспечения
- Рота радиационной, химической и биологической защиты
- Батальон материально-технического обеспечения
- Ремонтно-восстановительный батальон
- Медицинская рота
- Комендантский взвод.

Командиры
- полковник В. И. Киселёв (1999—2001)
- подполковник Л. Ф. Харахалиль (2006—2008)
- полковник В. Ю. Труновский (2008—2010)
- полковник А. А. Павлюк (2010—2015)[20][21]
- полковник А. М. Шевченко (февраль 2015 — декабрь 2017)
- полковник В. Ф. Гудзь (декабрь 2017 — август 2020)[22][23][24]
- полковник С. Л. Поступальский (10 октября 2020 — март 2022)
- полковник Р. М. Мамавко (с марта 2022)

## Галерея
Обучение под руководством инструкторов НАТО (Fearless Guardian II), зима 2016 года

Яворовский полигон (учебно-тренировочный комплекс «Вербляны»)
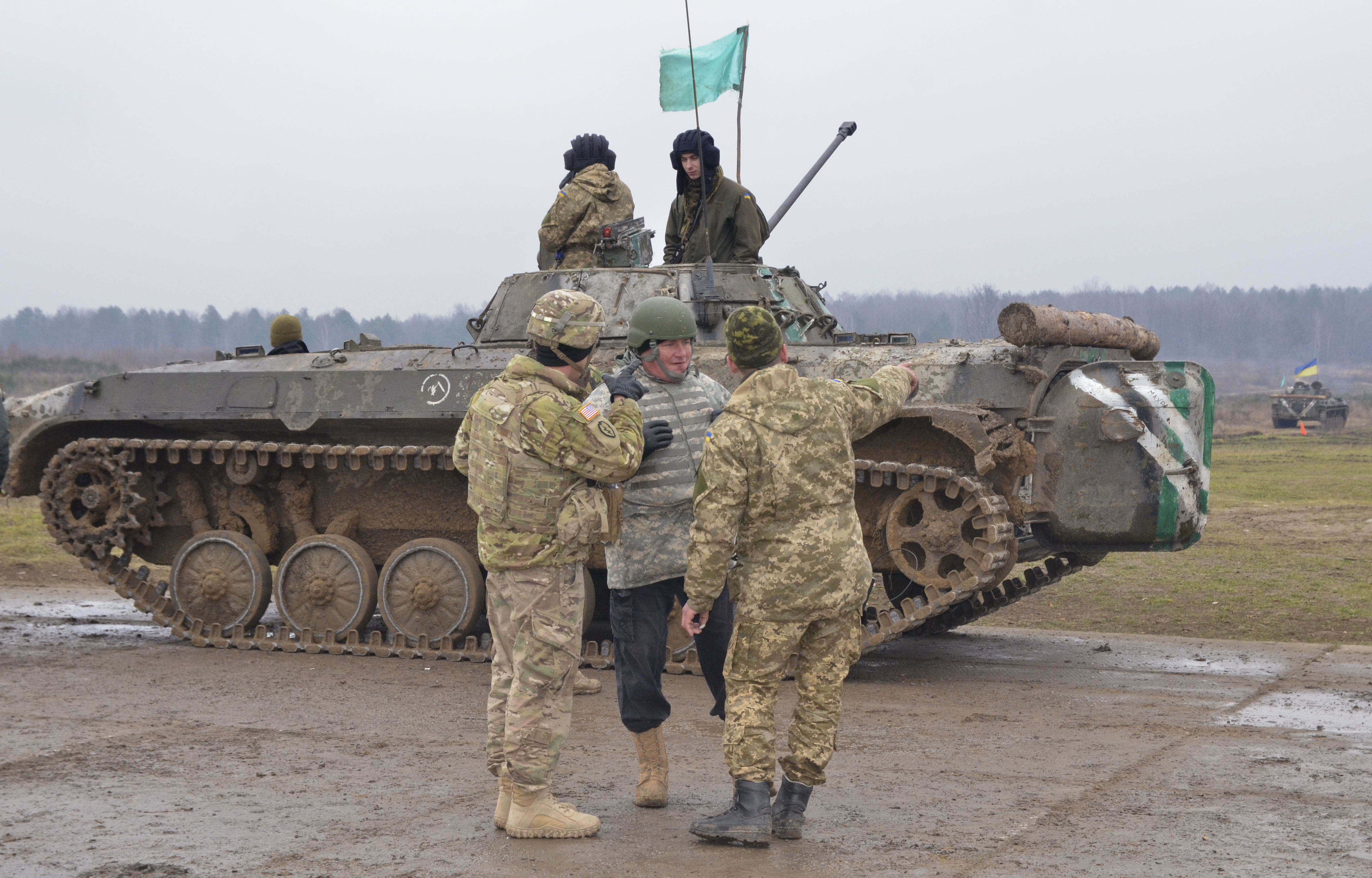
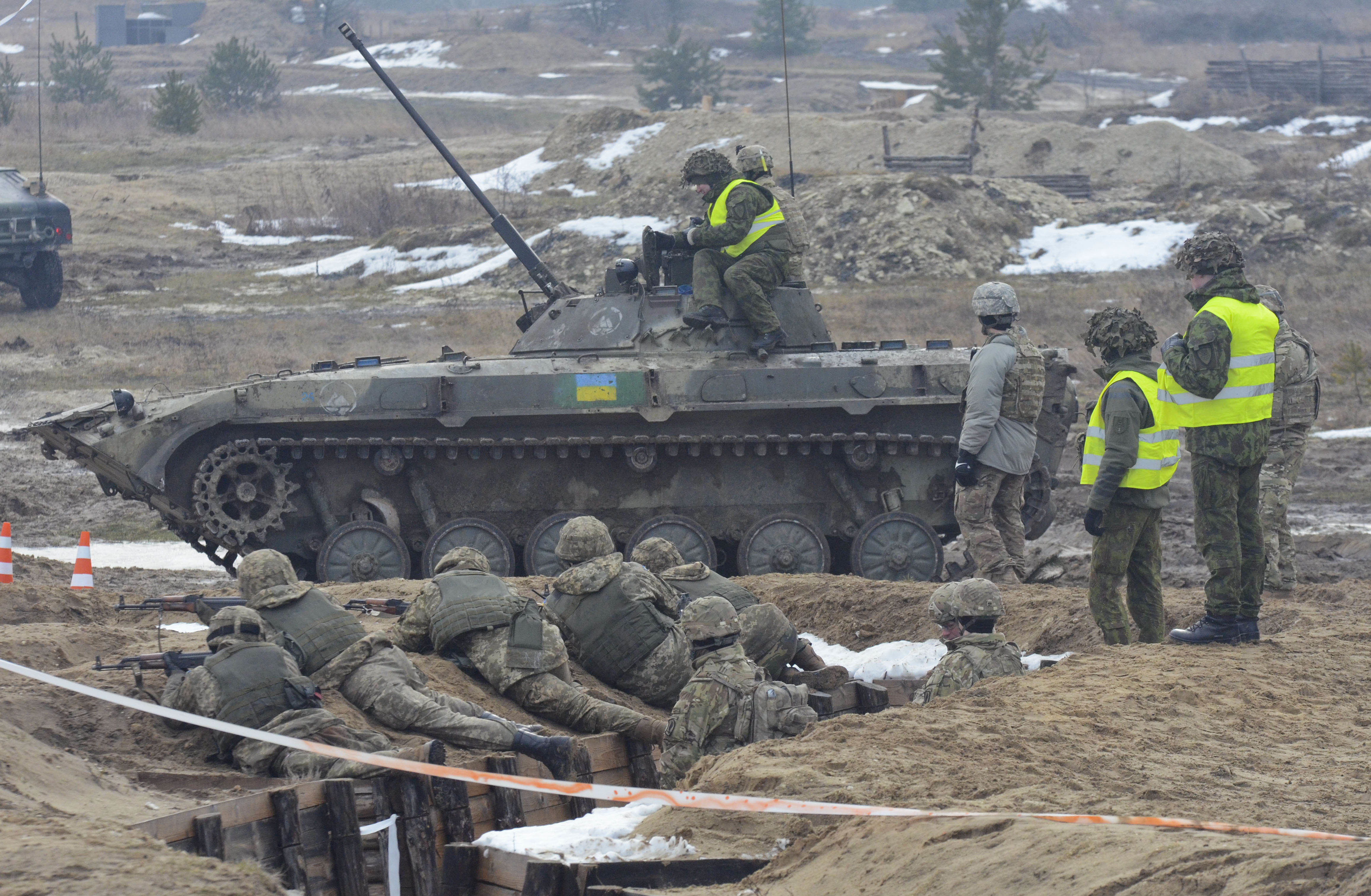
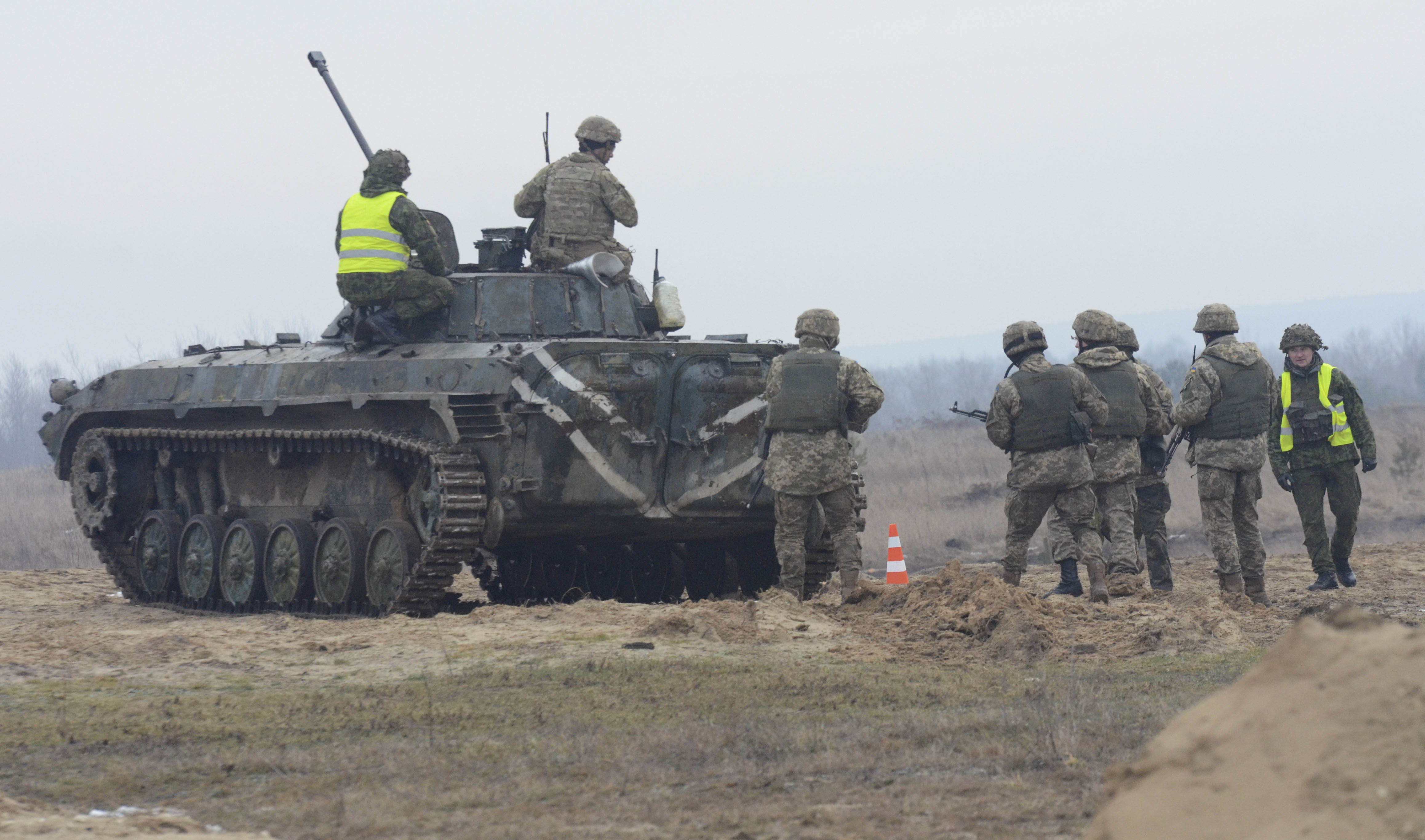
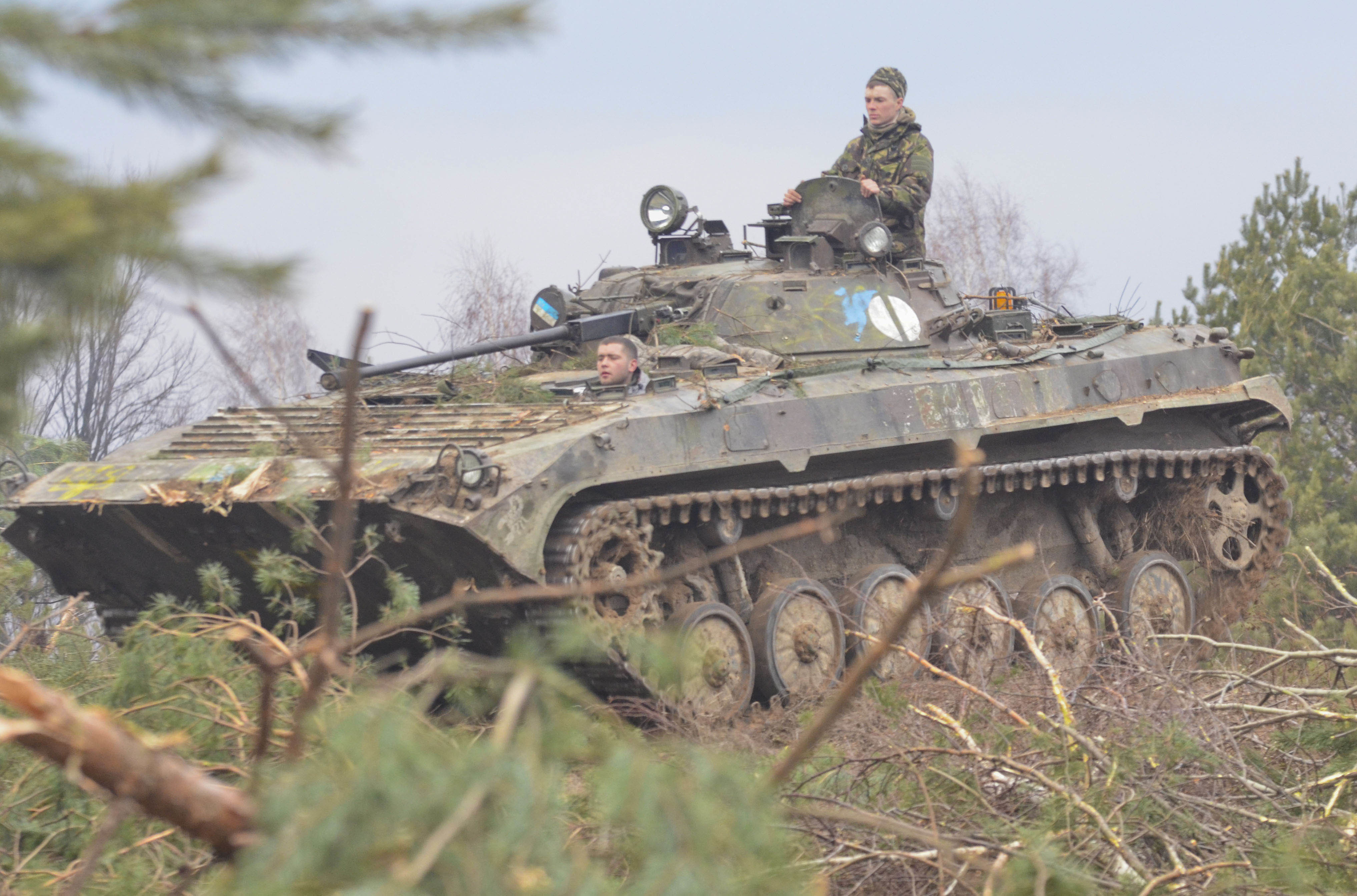
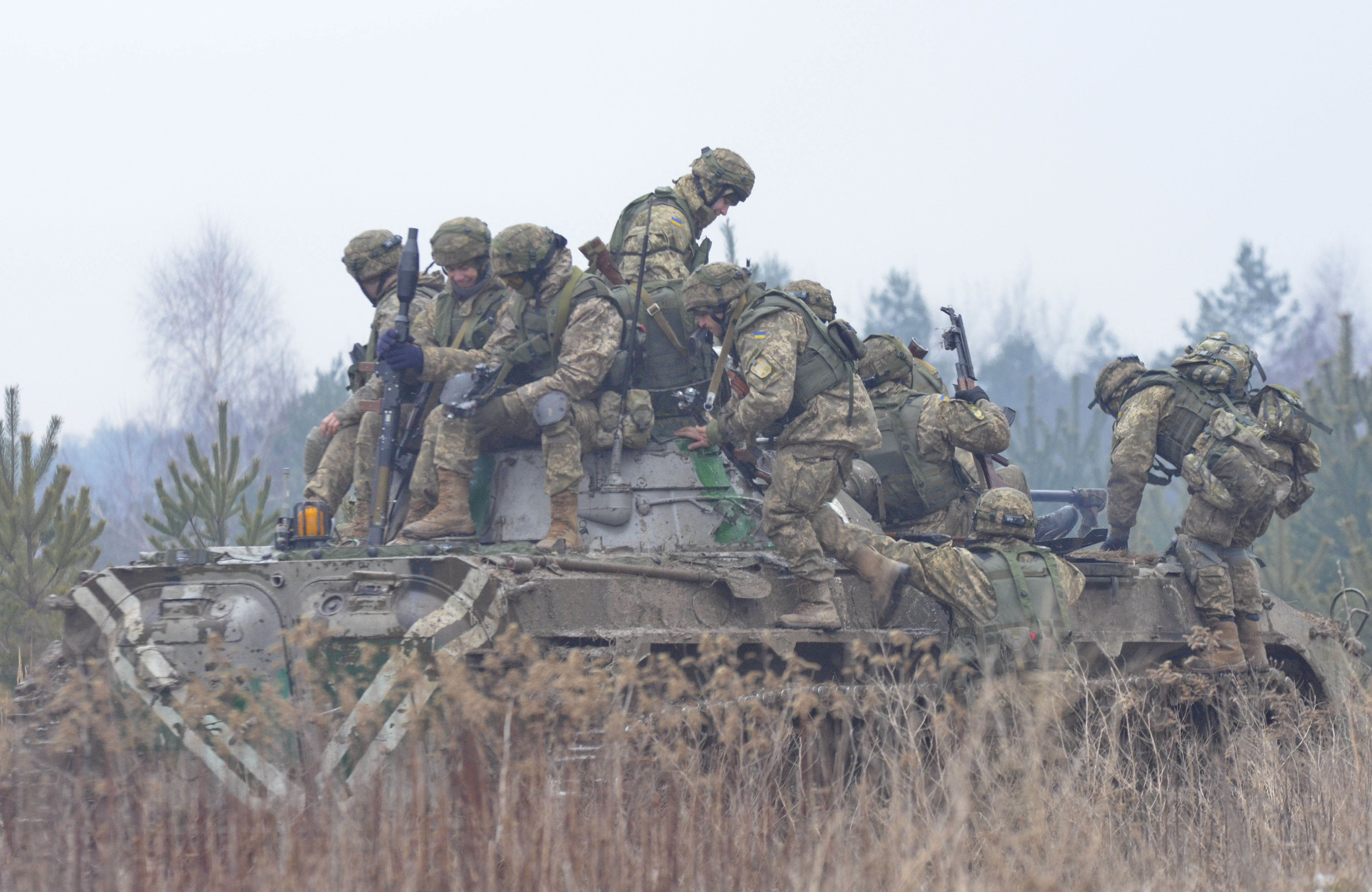
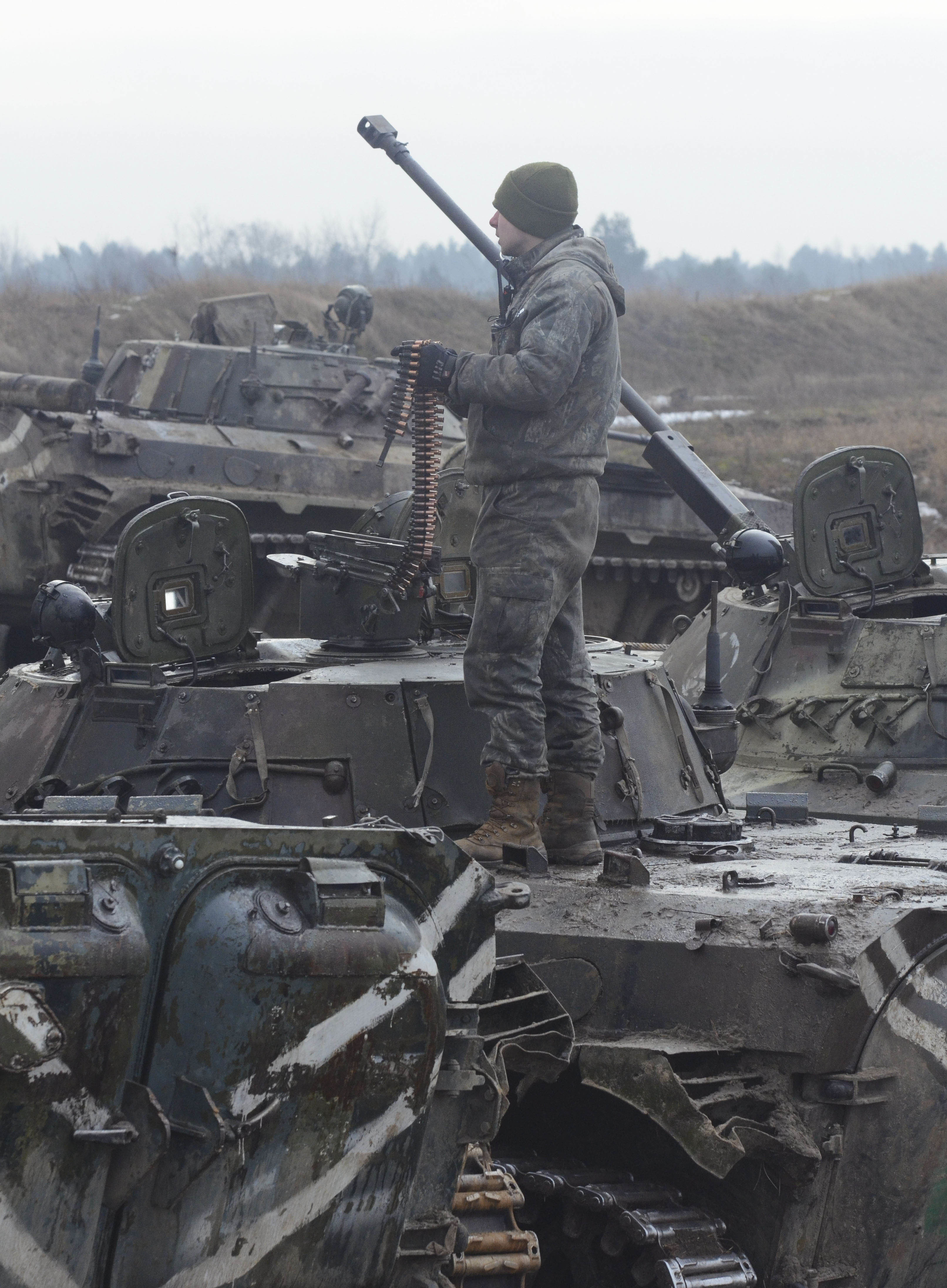
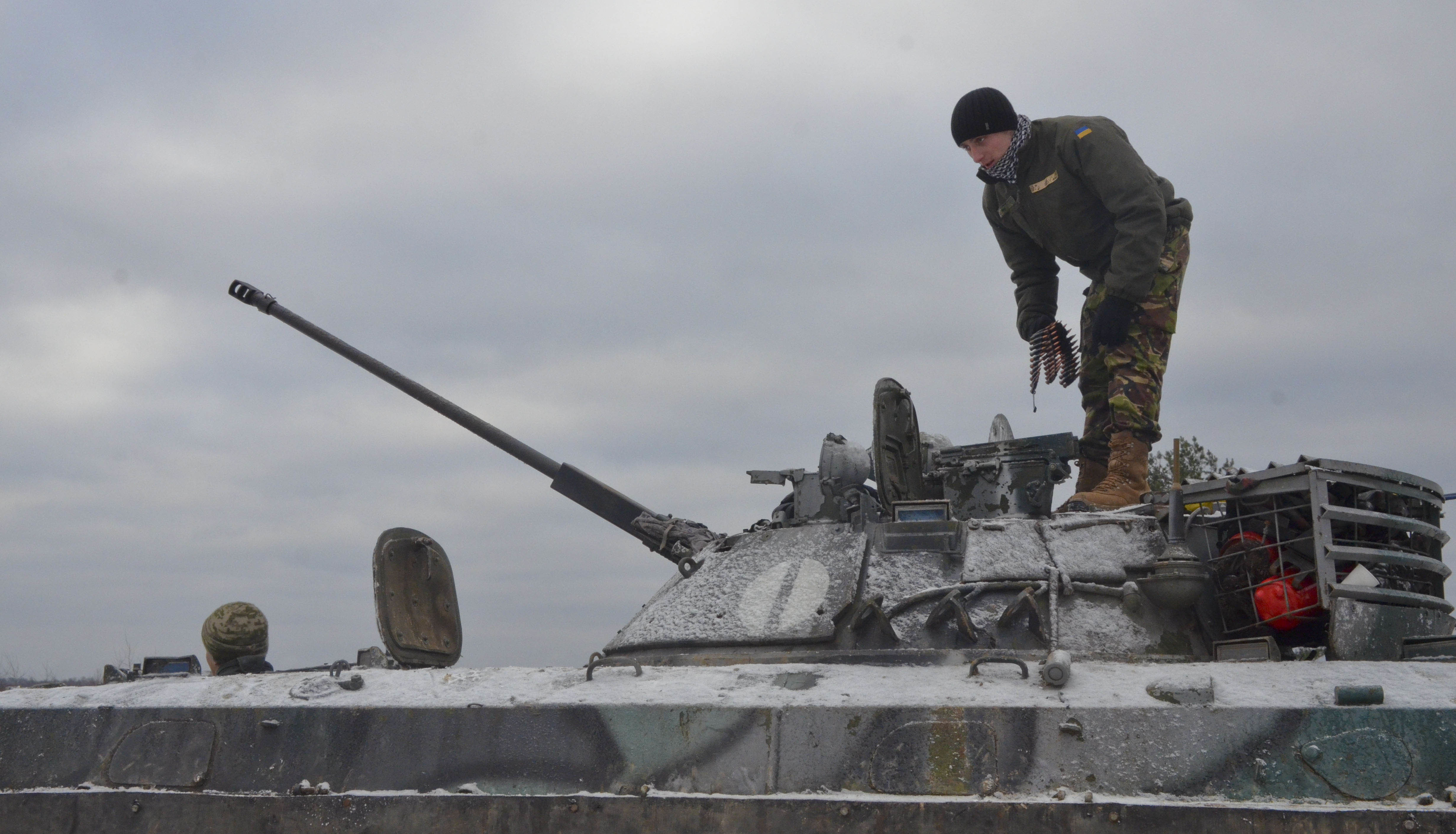
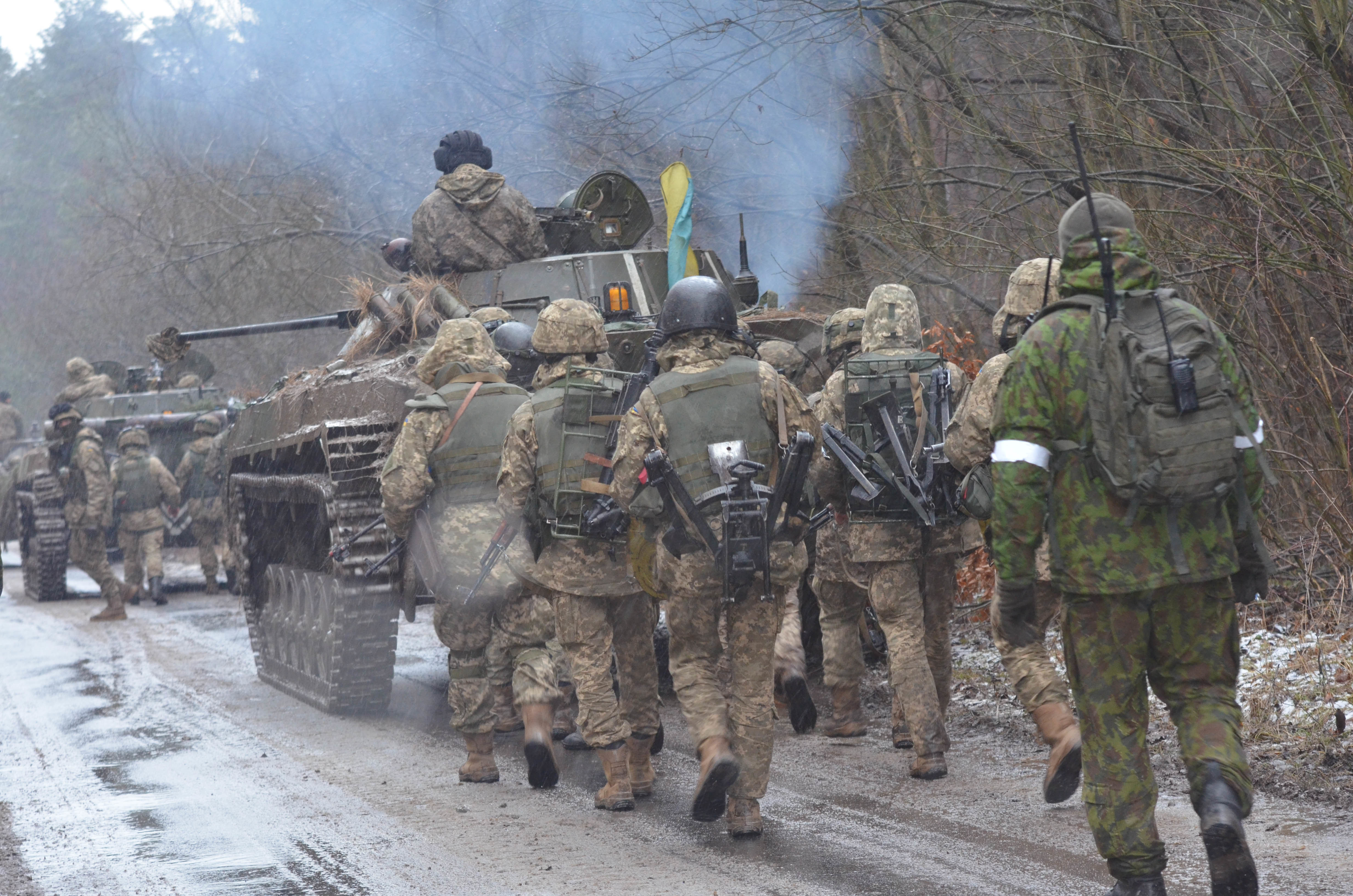
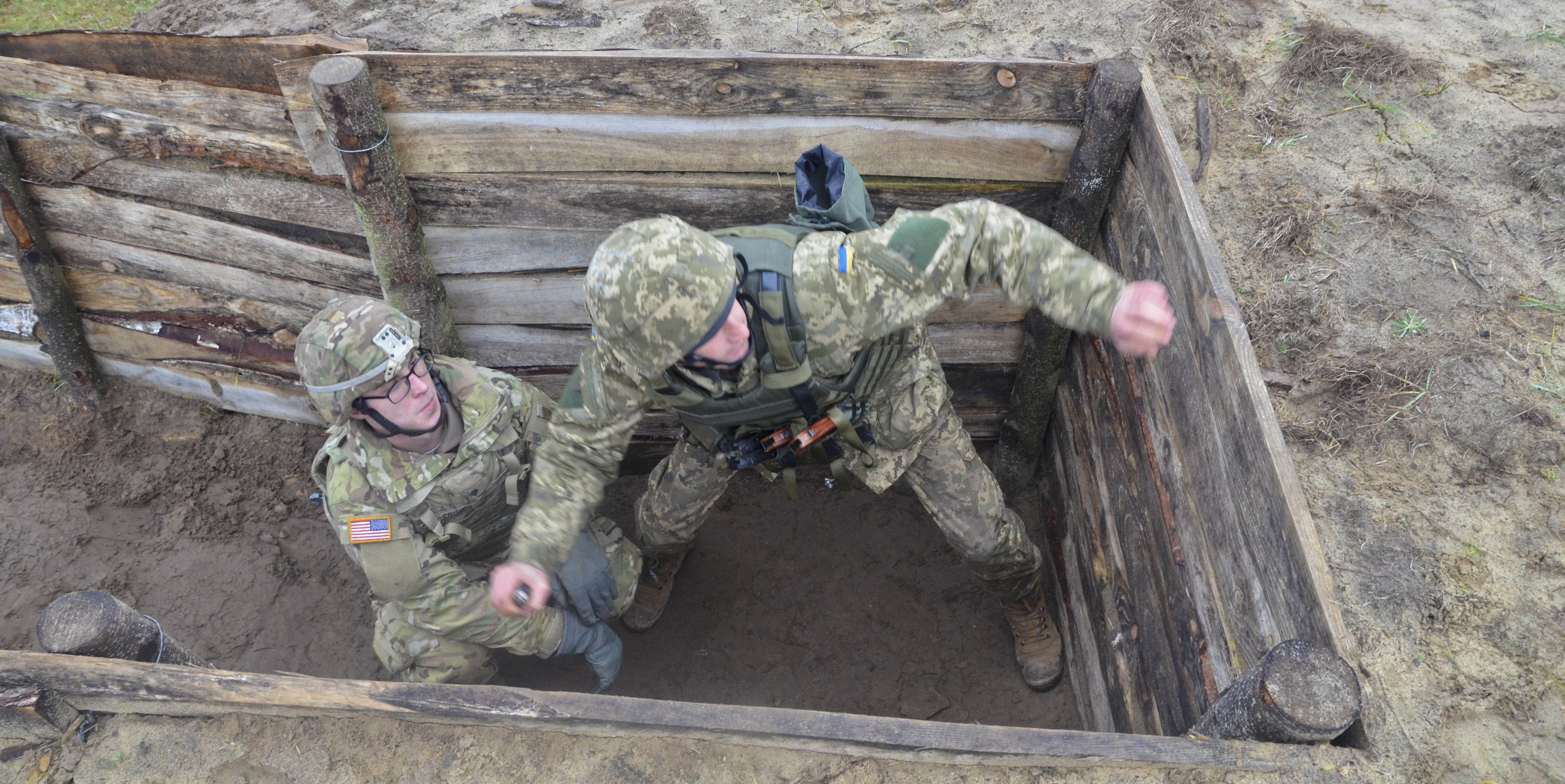
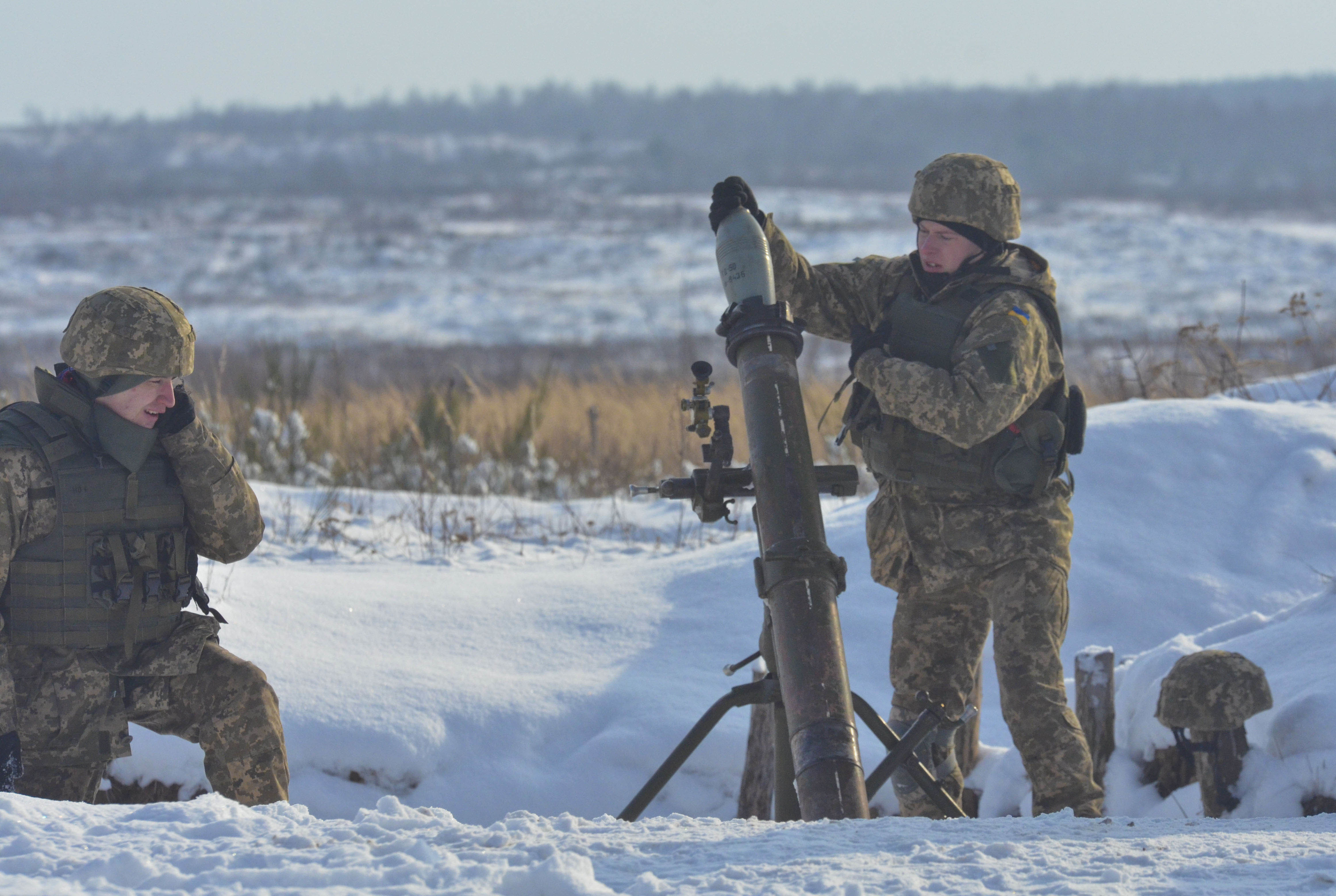
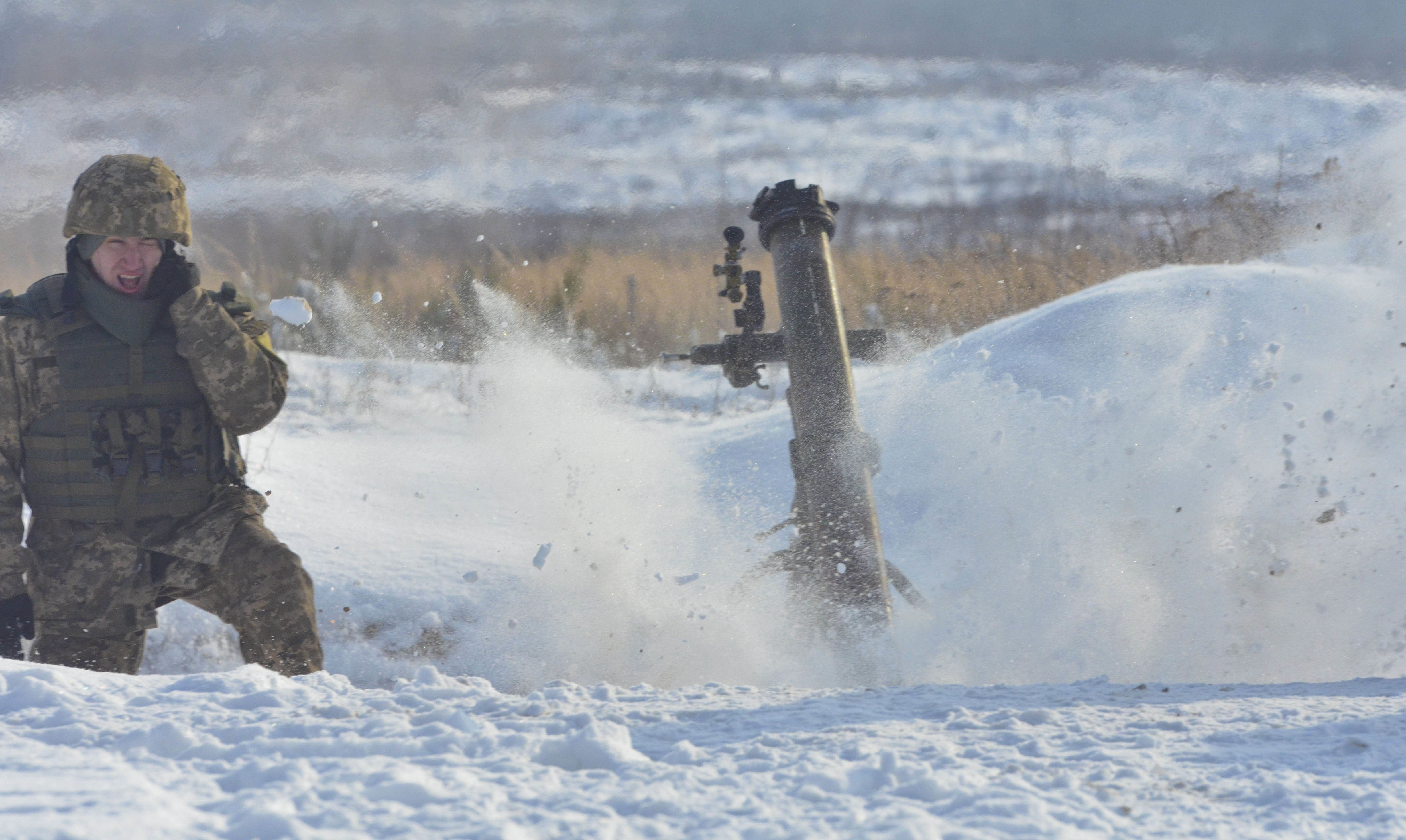
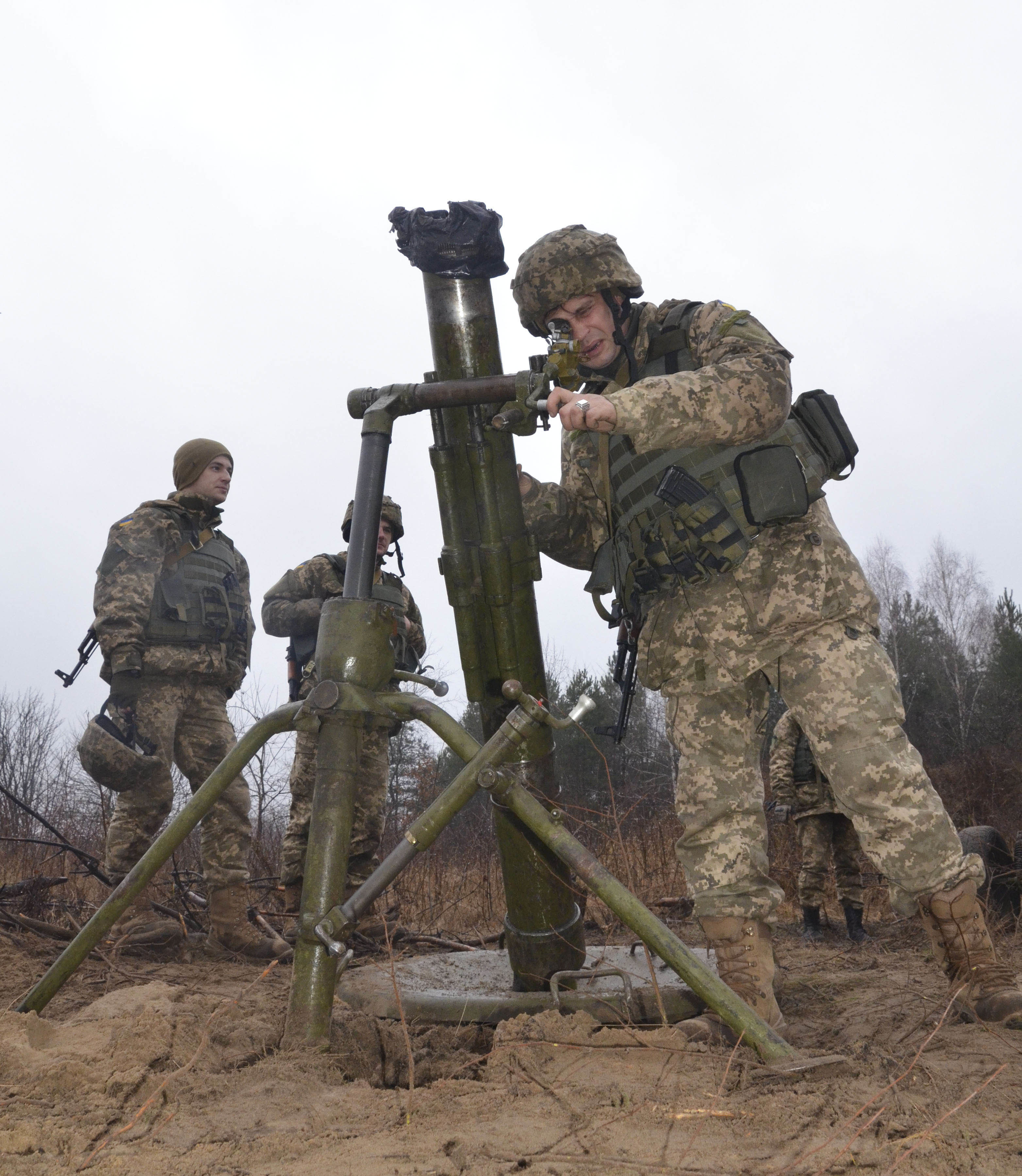